# Ava Markham
Ava Markham (* 1. Januar 2000) ist eine US-amerikanische Tennisspielerin.

## Karriere
Markham spielt bislang vorrangig auf der ITF Women’s World Tennis Tour, wo sie bislang einen Titel im Doppel gewinnen konnte.

### College Tennis
Markham spielt für die Damentennismannschaft Wisconsin Badgers der University of Wisconsin–Madison.

## Turniersiege

### Einzel
| Nr. | Datum              | Turnier | Kategorie | Belag     | Finalgegnerin | Ergebnis      |
| --- | ------------------ | ------- | --------- | --------- | ------------- | ------------- |
| 1.  | 11. September 2022 | Cancún  | ITF W15   | Hartplatz | Wakana Sonobe | 6:3, 3:6, 6:1 |

### Doppel
| Nr. | Datum          | Turnier    | Kategorie | Belag     | Partnerin       | Finalgegnerinnen              | Ergebnis         |
| --- | -------------- | ---------- | --------- | --------- | --------------- | ----------------------------- | ---------------- |
| 1.  | 23. Juli 2022  | Evansville | ITF W60   | Hartplatz | Kolie Allen     | Kylie Collins Ashlyn Krueger  | 3:6, 6:1, [10:3] |
| 2.  | 5. August 2023 | Lexington  | ITF W60   | Hartplatz | Alexis Blokhina | Olivia Gadecki Dalayna Hewitt | 6:4, 7:61        |